# Нова земя (роман)
„Нова земя“ на Иван Вазов е замислен от автора като продължение на романа „Под игото“, също и като историко-битов роман, той все пак надхвърля тази своя роля.
Романът в действителност е на места дори хумористичен. Романът е за първи път публикуван през 1896 г. (с илюстрации от Антон Митов) и е опит да опише годините на Освобождението, събитията в първите години след Освобождението на България, Съединението на България, избирането на Александър Батенберг за управляващ, с някои елементи на включване на разказ за българската действителност и преди това. 
Романът често е възприеман като „спорен“ и не е приет добре от българските литературни критици тогава. Макар че има шест препечатвания веднага след годината на публикуването му, заради недобрите отзиви от някои критици се стига дотам, че авторът го изгаря (като Вазов казва за този период, че желанието му да твори спира и той не пише литература една година).

## Сюжет
Романът проследява преди всичко живота на Найден Стремски след бягството от Бяла Черква в периода от Освобождението до Съединението . Стремски, който е център на повествованието, разговаря основно с един доктор, (но също и с други лекари, дори когато срещата им е изобразена накратко):
„Ти право кажеш, докторе: нова земя, нова земя!“ (Глава X. Тревогите на философа)
В този смисъл Нова Земя е и медицински роман, който отразява българското общество от Освобождението и неговите нужди от лекарска помощ заради освободителните борби и в същото време заради социално-политическата промяна, появата на българска политика и т.н. 
Парадоксално или дори логично докторът има всъщност турски произход и името му е Догански.

## Герои
Някои от героите на Нова Земя са герои и на Под игото. 
- Найден Стремски – описан като положителен герой (млад, пламенен, красив, умен, честен, отдаден е на обществените каузи, добър оратор, който може да увлича масите след себе си). Син на хаджи Марко от „Под игото“
- Невянка – съпругата на Найден
- Драга – първата любов на Найден
- Светлина – сестра на Драга
- Веригаров – ухажор на Драга
- Рангел – приятел на Найден. Името му не е случайно (Архангел). Убива отрицателни герои от книгата.
- поп Кън - отрицателен герой, отявлен русофоб
- Иван Боримечката (също и в Под игото)
- Рачко Пръдлето и неговия син
- чичо Евтим - брат на хаджи Марко
- кака Гинка – сватовница на Найден и Невенка
- Доктор Догански – близък приятел, а по-късно политически противник на Найден Стремски

## Театър
През 2021 г. романът е адаптиран за театрална сцена в Народния театър „Иван Вазов“, което представлява и една съвременна рефлексия върху романа.
Режисьор е Бина Харалампиева, и в пиесата участват Иван Юруков, Христо Петков, Мария Стефанова, Александра Василева, Радина Боршош, Радена Вълканова, Жаклин Даскалова, София Бобчева, Василена Винченцо, Явор Вълканов, Ева Данаилова, Валентин Танев, Йордан Петков, Николай Урумов, Дарин Ангелов, Герасим Георгиев, Васил Драганов, Димитър Николов, Богдан Бухалов, Любомир Петкашев, Стоян Пепеланов и Неделин Найденов.

## Други
На „Нова земя“ е наречена улица в квартал „Симеоново“ в София (Карта).

## Виж още
- Тера Нова